# Descurainia gonzalezi
Descurainia gonzalezi är en korsblommig växtart som beskrevs av Eric R.Svensson Sventenius. Descurainia gonzalezi ingår i släktet stillfrön, och familjen korsblommiga växter. Inga underarter finns listade i Catalogue of Life.